# Machuca
Machucca é um filme chileno-espanhol dirigido por Andrés Wood em 2004.

## Sinopse
Chile, 1973. Gonzalo Infante e Pedro Machuca são dois garotos de onze anos que vivem em Santiago. O primeiro, num bairro de classe média alta. O segundo, num humilde povoado próximo. Dois mundos separados por uma muralha invisível que alguns sonham em derrubar na intenção de construir uma sociedade mais justa. Um desses sonhadores é o padre McEnroe, diretor de um colégio particular. Com a política educacional de Salvador Allende, ele decide fazer uma integração entre esses dois universos, abrindo as portas do colégio para os filhos das famílias do povoado. É assim que Pedro Machuca vai parar na mesma sala de Gonzalo Infante, nascendo daí uma amizade plena de descobertas e surpresas, apesar do clima de enfrentamento que vive a sociedade chilena na violenta transição de Allende para Pinochet.  